# Carron (dopływ Firth of Forth)
Carron (ang. River Carron, gael. Abhainn Carrann) – rzeka w środkowej Szkocji, na terenie hrabstw Stirling i Falkirk.
Rzeka swoje początki ma w Campsie Fells, by następnie wpłynąć do zbiornika Carron Valley Reservoir. Po drodze mija Denny, płynie następnie pomiędzy Larbert oraz Falkirk, by zakończyć swój bieg w estuarium Firth of Forth niedaleko Grangemouth.
Od rzeki tej pochodzi nazwa rodzaju działa – karonada.